# Cratere Umaima
Umaima  è un cratere sulla superficie di Venere.